# Meranoplus glaber
Meranoplus glaber  (лат.) — вид мелких муравьёв рода Meranoplus из подсемейства Myrmicinae (Formicidae).

## Распространение
Афротропика (Ботсвана, Зимбабве, Мозамбик, Танзания).

## Описание
Длина рабочих муравьёв 2,3 — 3,1 мм, длина головы 0,60 — 0,72 мм (ширина 0,58 — 0,72 мм). Основная окраска тела жёлтая (брюшко темнее). Дорзум петиоля с 2 зубцами. Мандибулы вооружены 4 зубцами. Постпетиоль в профиль широкий, узловидный. Усики 9-члениковые с булавой из 3 вершинных члеников. Максиллярные щупики 5-члениковые, нижнечелюстные щупики из 3 члеников. Грудь высокая, пронотум слит с мезонотумом, образуя единый склерит. Стебелёк между грудкой и брюшком состоит из двух члеников: петиолюса и постпетиолюса (последний четко отделен от брюшка), жало развито, куколки голые (без кокона).